# Jakuchō Setouchi

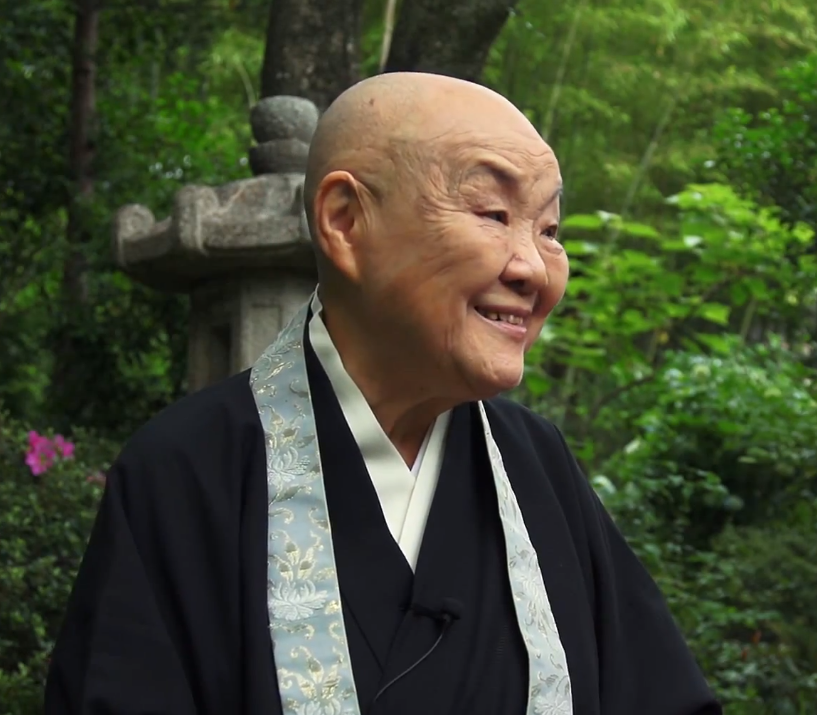
Setouchi Jakuchō (2012)

Setouchi Jakuchō (japanisch 瀬戸内 寂聴, ursprünglich Setouchi Harumi (瀬戸内 晴美); geboren am 15. Mai 1922 in Tokushima; gestorben am 9. November 2021 in Kyōto) war eine japanische Nonne der Tendai-Richtung des Buddhismus und eine Schriftstellerin.

## Leben und Werk
Setouchi Jakuchō studierte an der Tōkyō Christian Women’s University. Für ihren biografisch angelegten Roman über die Feministin Tamura Toshiko wurde sie mit dem im Jahr 1961 zum ersten Mal vergebenen „Tamura-Toshiko-Preis“ ausgezeichnet. Neben ihren biografischen Romanen zu Feministinnen publizierte sie auch semi-autobiografische Romane. 1972 wurde sie buddhistische Nonne, setzte aber ihre schriftstellerische Tätigkeit fort, nun unter dem Namen Setouchi Jakuchō.
Setouchi war sehr produktiv, sie wurde mit bedeutenden Preisen ausgezeichnet. Zu ihren wichtigsten Arbeiten gehören die Romane „Am Ende des Sommers“ (夏の終り, Natsu no owari; 1962) und „Kanoko, geschmückt mit Blüten“ (かの子撩乱, Kanoko ryōran), das von 1962 bis 1964 als Serie erschien und dann 1971 als Buch herauskam. Es handelt sich um einen biografischen Roman über die zeitgenössische Schriftstellerin Okamoto Kanoko. Ihr Werk „Der Regenbogen von morgen“ (あしたの虹, Ashita no niji; 2008) wird zu den „Handyromanen“ gezählt.

## Auszeichnungen
- Tamura-Toshiko-Preis (1961)
- Frauenliteraturpreis (1963)
- Tanizaki-Jun’ichirō-Preis (1992)
- Person mit besonderen kulturellen Verdiensten
- Noma-Literaturpreis (2001)
- Kulturorden (2006)
- Izumi-Kyōka-Literaturpreis (2011)
- Asahi-Preis (2017)